# Свети Николай (Агиос Георгиос)
„Свети Николай“ (на гръцки: Ιερός Ναός Αγίου Νικολάου) е възрожденска православна църква в село Агиос Георгиос (Вузи) на остров Тасос, Егейска Македония, Гърция, част от Филипийската, Неаполска и Тасоска епархия на Вселенската патриаршия.

## Архитектура
Разположен е в югоизточния край на селото и е ограден от каменна ограда. Храмът е построен в 1830 година. Това е записано в антиминс по повод освещаването, станало на 30 октомври 1830 година. Тъй като Вузи е ново село, заселено от жители на Вулгаро, разрешението за строеж на църква вероятно е било за ремонт на някоя разрушена църква.
Представлява трикорабна базилика с трем, женска църква на запад и камбанария на северозападната страна. Тремът има вътрешни размери 2,02 m х 9,56 m и се намира на запад от наоса, три стъпки над нивото на двора. Наосът има външни размери 11,37 m / 12,53 m и площ от 142,47 m2 и дебелина на стената от 0,95 m.

## Вътрешност
Трите кораба във вътрешността са разделени от три двойки колони с бази и имат размери 2,23 m, 3,83 m, 2,25 m. Над тях в медальони са изписани евангелисти и светци – на север са Свети Павел, евангелистите Марк и Матей и Свети Симеон, а на юг Свети Харалампий, еванелистите Йоан и Лука и Свети Петър. Аркадите са изписани с растителни елементи с неокласическо влияние – на север са Христос, Свети Йоан Предтеча, Свети Атанасий, Свети Фанурий, Архангел Михаил, а на юг Свети Георги, Свети Димитър, Свети Стилиан, Свети Константин, Света Богородица. Осветлението става чрез два северна и два южни прозореца. Вход има и на север. Подът е покрит с мозайка.
Иконостасът е дървен с полушестоъгълна форма в централния кораб. От северната стена са икона на светец и светица, „Свети Димитър“, „Архангелски събор“ на северната врата, „Свети Николай“, датирана 1851, „Свети Николай“, „Света Богородица“, „Благовещение Богородично“ на царските двери, „Исус Христос“, „Свети Йоан Предтеча“, „Свети Николай“, „Трима Светители“ на южната врата, „Вси Светии“ и „Свети Харалампий Чудотворец“ на южната стена. На проскинитарий в трема има икона на Свети Георги, датирана 1843 г.
Светилището има вътрешни размери 2,15 m / 9,56 m. Нишата на светилището е с диаметър 2,98 m. Вляво е полукръглата ниша на протезиса и още една малка конха. Вдясно е диакониконът също с полукръгла форма. Осветлението става от един южен прозорец, като също така има и нова северна врата. До женската църква се стига през вътрешна стълба от притвора и външна през камбанарията. Галерията има по-голяма площ от тази на притвора. Осветена е от три западни и един южен прозорец. Над западния централен прозорец има оберлихт. Камбанарията е долепена до западната стена и вероятно е построена с храма в 1830 г., вероятно първоначално само като стълба към женската църква, а е превърната в камбанария след танзиматните реформи от 1856 година. Покривът е с френски керемиди.
В храма е пренесена част от църковната утвар на „Свети Георги“ – икона от преди 1600 г. и евангелие, издадено във Венеция в 1687 година.